# Orestia sierrana
Orestia sierrana is een keversoort uit de familie bladkevers (Chrysomelidae). De wetenschappelijke naam van de soort werd in 1882 gepubliceerd door Lucas Friedrich Julius Dominikus von Heyden.